# Смерть філателіста
«Смерть філателіста» — радянський дебютний фільм режисера Георгія Калатозішвілі, знятий ним на кіностудії «Грузія-фільм» в 1969 році в жанрі класичного детектива про крадіжку філателістичного раритету.

## Сюжет
До міліції надійшов сигнал про пограбування каси в одному з проектних інститутів. В ході слідства з'ясовується, що всі співробітники були на зборах, за винятком касира Раждена Касрадзе, який відпросився додому через погане самопочуття. Слідча група, що приїхала до нього, виявила труп Касрадзе. На загальну думку експертів — явне самогубство. У кімнаті Луки, сина покійного, була знайдена велика сума грошей, і його затримали за підозрою в злочині. Слідчий Вачнадзе, всупереч уявній простоті справи, став наводити довідки щодо особи підозрюваного. Незабаром міліція вийшла на кримінальника «Чорного» і Самсона Хеладзе, колишнього друга Луки. Вони заявили, що ключі і план інституту ім були передані Лукою, але не особисто, а в конверті. Касир Касрадзе був пристрасним філателістом, з його колекції пропала дуже рідкісна і дорога серія марок, але ніхто із затриманих не зізнався у викраденні. Слідчий знаходить людину, останнього, що розмовляв з покійним. Ним виявився заступник директора інституту Отар Перадзе. Колишній адвокат, який допомагав Луці після інциденту з Самсоном. Він задумав комбінацію з пограбуванням і подальшим очорненням Луки, щоб змусити Раждена продати марки для порятунку сина. На цю рідкісну серію у нього був покупець, спекулянт антикваріатом з Німеччини, Франц Шток. Касир, зіставивши факти, зрозумів, що ним маніпулюють, і став погрожувати викликати міліцію. У нього був нагородний пістолет, і в боротьбі з Отаром він випадково вистрілив собі в серце. Перадзе підкинув гроші в секретер, забрав марки і поїхав на зустріч зі Штоком в Одесу. На теплоході його чекав Вачнадзе. Він звинуватив Отара Перадзе в скоєному злочині і з'ясував, що марки були відіслані рекомендованим листом на одеський поштамт.

## У ролях
- Рамаз Чхіквадзе — майор Георгій Вачнадзе, слідчий прокуратури (озвучив Юрій Леонідов)
- Грігол Ткабладзе — Ражден Касрадзе, вбитий філателіст
- Автандил Курдіані — Лука, син Касрадзе
- Русудан Кікнадзе — Анна, знайома Луки
- Гіві Тохадзе — Отар Перадзе, колега Касрадзе
- Темо Чіхладзе — Самсон Хеладзе
- Отар Кіпіані — Лаша Хундадзе, друг Луки
- Тенгіз Натадзе — Гайоз «Чорний»
- Сесілія Такайшвілі — мати «Чорного»
- Вахтанг Сулаквелідзе — Берідзе
- Іполит Хвічіа — Ладо Шаматава
- Рамаз Гіоргобіані — Кереселідзе
- Дудухана Церодзе — сусідка

## Знімальна група
- Сценаристи: Леван Алексідзе, Георгій Калатозішвілі, Анзор Салуквадзе
- Режисер: Георгій Калатозішвілі
- Оператор: Юрій Кікабідзе
- Композитор: Костянтин Певзнер
- Художник: Дмитро Такайшвілі